# Placotrochus
Placotrochus is een geslacht van neteldieren uit de klasse van de Anthozoa (bloemdieren).

## Soort
- Placotrochus laevis Milne Edwards & Haime, 1848